# Content Management Interoperability Services
Content Management Interoperability Services (CMIS) ist ein offener und herstellerunabhängiger Standard zur Anbindung von Content-Management-Systemen (z. B. ECM). Ziel des Standards ist es, die Interoperabilität proprietärer Content-Management-Systeme herstellerübergreifend zu ermöglichen.

## Funktionsweise
Der Standard beschreibt eine zusätzliche Abstraktionsschicht für Webservices auf Basis von SOAP und REST, diese können dann unabhängig vom verwendeten Repository zur Kommunikation verwendet werden.

## Geschichte
Der CMIS-Standard wird seit 2007 vom Standardisierungsgremium OASIS spezifiziert. Zu den beteiligten Firmen gehören unter anderem führende Hersteller der ECM-Branche wie die EMC Corporation, IBM, Microsoft, OpenText, Oracle und SAP.
Die Verabschiedung des Standards in der Version 1.0 fand im Mai 2010 statt, die Version 1.1 folgte im Mai 2013.
Die bei der Spezifikation beteiligten Unternehmen haben bereits bei der Verabschiedung der Version 1.0 Implementierungen der CMIS-Schnittstelle in ihre Produkte integriert.

## Liste der Implementierungen
Ein CMIS Server speichert Inhalte und bietet Zugang über das CMIS-Protokoll. CMIS Clients nutzen das vom Server bereitgestellte CMIS-Webservice-Interface, um auf das Repository zuzugreifen; dadurch können CMIS Clients mit jedem beliebigen CMIS Server kombiniert werden.
| Software                                     | Open source | Anmerkung |
| -------------------------------------------- | ----------- | --- |
| Acropolis 3.9.5+                             | Nein        | |
| agorum core 7.7+                             | Ja          | Info zu v.7.9: „... CMIS-Schnittstelle von agorum core wurde erweitert und damit die Kompatibilität erhöht. Getestet und eingesetzt ... mit der Portalsoftware Liferay, der Groupware Open-Xchange, CmisSync und CMIS Workbench.“ |
| Alfresco 3.3+                                | Ja          | Alfresco bietet eine vollständige Implementierung des CMIS Standards. |
| Apache Chemistry InMemory Server 1.1.0       | Ja          | Das Apache Chemistry Projekt stellt Open-Source Implementierungen des CMIS Standards bereit (OpenCMIS (Java), cmislib (Python), phpclient (PHP), DotCMIS (.NET), ObjectiveCMIS (Objective-C), Chemistry Parts (JavaScript)). |
| apollon Online Media Net CMIS-Client         | Nein        | Online Media Net unterstützt die CMIS mittels eigener CMIS Server und Client Implementierung |
| arcana-solutions GmbH                        | Nein        | Arcana Document-Server Cmis unterstützt die CMIS Schnittstelle Version 1.1 (Browser Binding) mittels eigener CMIS Implementierung. Zertifiziert durch SAP. |
| Bertsch Innovation mediacockpit              | Nein        | |
| CC ECM (CC e-gov GmbH)                       | Nein        | |
| CIB doXima                                   | Nein        | |
| Cincom ECM 2.1+ CMIS Connector               | Ja          | |
| Ceyoniq Technology GmbH - nscale             | Nein        | nscale CMIS Connector ist eine CMIS Server Implementierung und unterstützt alle Bindings (Web Services und ATOMPUB in Version 1.0 und 1.1 und das Browser-Binding). Es werden neben den verpflichtenden Anforderungen auch eine ganze Reihe optionaler Funktionen unterstützt, diese sind im Detail dem Handbuch zu entnehmen. |
| cosinex VMS (ab 6.4)                         | Nein        | |
| Dokuneo Software GmbH - Dokuneo CMIS         | Nein        | Dokuneo CMIS unterstützt das AtomPub- sowie das Browser-Binding in Version 1.1 |
| doubleSlash Business Filemanager             | Nein        | calvaDrive wurde im Februar 2019 in doubleSlash Business Filemanager umbenannt |
| Doxis4 (SER Group)                           | Nein        | Doxis4 CMIS Connector, unterstützt auch die optionalen CMIS-Fähigkeiten wie die metadatenbasierte Ablage von Dokumenten, Mehrfach-Verlinkung von Dokumenten in unterschiedlichen Ordnerhierarchien und die Index- und Volltextsuche sowie kombinierte Index- und Volltextsuche. Am 30.06.2023 wurde die neueste Version „DOXIS CMIS Connector V 12.0.0“ veröffentlicht, welcher den CMIS Standard in der Version 1.1 implementiert. Es werden unterstützt: Web service binding, ATOM (REST) binding sowie Browser binding. |
| d.velop d.3ecm                               | Nein        | CMIS Implementierung über Modul d.3 CMIS connector für d.velop documents On-Premises oder in der Cloud |
| Day Software CRX 2.1+                        | Nein        | |
| DMFS                                         | Nein        | DMFS ist ein Plugin für Redmine, die Implementierungsarbeiten dauern an: Issue: CMIS support |
| dotCMS 2.2                                   | Ja          | |
| EASY SOFTWARE                                | Nein        | EASY SOFTWARE unterstützt eine CMIS-Nutzung über das EASY Archive CMIS-Plugin, das DMS- bzw. Archivfunktionalitäten für den Umgang mit Dokumenten ermöglicht. |
| ELO CMIS Connector (ELO Digital Office GmbH) | Nein        | Die Schnittstelle stellt für externe Programme, die auf die DMS/CMS-Funktionalitäten von ELO zugreifen wollen, die Standardfunktionalitäten für den Zugriff und den Umgang mit Dokumenten und Archivstrukturen zur Verfügung. |
| Eyebase mediasuite 4.3                       | Nein        | |
| EMC Documentum 6.7/7.0                       | Nein        | |
| eXo Platform                                 | Ja          | Implementiert mit xCMIS (Open-Source CMIS Implementierung) |
| Fabasoft                                     | Nein        | CMIS-Spezifikation Version 1.0 mit Folio 2014 |
| HP Autonomy Interwoven Worksite 8.5          | Nein        | |
| HP Trim 7.1 +                                | Nein        | |
| HyperDoc Link for CMIS                       | Nein        | Der HyperDoc Link for CMIS wurde implementiert auf Basis von Apache Chemistry, OpenCMIS in der Spezifikation Version 1.1. |
| IBM Content Manager 8.4.3 +                  | Nein        | |
| IBM FileNet Content Manager 5.0+             | Nein        | |
| IBM Content Manager On Demand 9.0+           | Nein        | |
| IBM Connections Files 3.0                    | Nein        | |
| IBM LotusLive Files                          | Nein        | |
| IBM Lotus Quickr 8.5 Lists                   | Nein        | |
| ISIS Papyrus Objects                         | Nein        | |
| KGS tia for CMIS                             | Nein        | Implementiert mit Apache Chemistry, OpenCMIS. Spezifikation Version 1.1 |
| KnowledgeTree 3.7+                           | Nein        | |
| komXwork 24.2                                | Nein        | |
| LogicalDOC 6.5.1+                            | Ja          | |
| Maarch 1.3                                   | Ja          | |
| Magnolia (CMS) 4.5                           | Ja          | |
| metasonic von Allgeier inovar                | Nein        | metasonic von Allgeier Inovar unterstützt die CMIS-Nutzung über das metasonic CMIS-Plugin. |
| Microsoft SharePoint Server                  | Nein        | |
| NemakiWare 1.1+                              | Ja          | |
| Nuxeo Platform 5.5+                          | Ja          | |
| O3Spaces 3.2+                                | Nein        | |
| OpenCms 8.5                                  | Ja          | |
| OPTIMAL SYSTEMS GmbH                         | Nein        | |
| OpenKM 6.2+                                  | Ja          | |
| OpenText                                     | Nein        | |
| OpenWGA 5.2+                                 | Nein        | |
| Oracle Webcenter Content                     | Nein        | |
| regisafe                                     | Ja          | |
| PTC Windchill                                | Nein        | |
| SAP HANA Cloud Document Service              | Nein        | |
| Saperion ECM 7.1 +                           | Nein        | |
| Star Storage                                 | Nein        | |
| Surround SCM 2011.1                          | Nein        | |